# La máquina de hacer pájaros (álbum)
La máquina de hacer pájaros es el primer álbum de estudio de la banda argentina de rock progresivo homónima, lanzado en 1976 a través del sello Talent Microfón. Luego de la disolución de Sui Generis, Charly García decidió abandonar sus letras adolescentes y comenzar a realizar música más elaborada y letras diferentes. El álbum es considerado como el más costoso de la historia del rock nacional y la tapa fue diseñada por Juan Oreste Gatti, que también contribuiría en el diseño del próximo disco de la banda. El dibujante y humorista argentino Crist les hizo la historieta para la portada del álbum, en donde el protagonista presentaba a la banda, definiéndola como "un pájaro progresivo".

## Grabación
En La máquina de hacer pájaros, Charly García presentó un álbum principalmente de rock progresivo, con también algunos elementos de folk como es el caso de "Por probar el vino y el agua salada". El hecho de que la banda tuviese dos tecladistas, junto con la tenue y aguda voz de Charly García es una de las razones por las que la banda se acerca al género de rock progresivo. Este álbum es una clara evidencia de la gran capacidad que tiene Charly García no sólo como compositor sino también como músico y cantante. El excelente sonido de esta banda es consecuencia de que entre sus integrantes, además de músicos, tenía a uno de los mejores bateristas argentinos: Oscar Moro (1948-2006), Gustavo Bazterrica y otros,  junto con uno de los mejores compositores de la Argentina, poniendo esta banda a la altura de bandas de rock progresivo como Génesis, Pink Floyd o Yes.

## Presentación
El disco fue presentado entre el 17 y el 21 de noviembre de 1976 en el Teatro Astral, sorprendiendo gratamente al público y a la crítica, un hito se había marcado en la abundancia musical de ese año, con los discos: Alas (Alas), Libre y natural (Espíritu), El jardín de los presentes (Invisible), El Reloj II (El Reloj), Transparencias (MIA), Polifemo (Polifemo), Crucis (Crucis), lo cual no era poco.

## Lista de canciones
Todas las canciones escritas y compuestas por Charly García. 
| N.º   | Título | Duración |  |
| 1.    | «Bubulina» (incluida en el Adiós Sui Géneris III y en la película del mismo nombre)                                                                    | 5:38     |  |
| 2.    | «Cómo mata el viento norte» (con Maria Rosa Yorio y Nito Mestre en coros)                                                                              | 2:48     |  |
| 3.    | «Boletos, pases y abonos» (final crucial compuesto por Pino Marrone)                                                                                   | 6:31     |  |
| 4.    | «No puedo verme más» (con Héctor Dengis y Ana Quatraro en coros)                                                                                       | 4:14     |  |
| 5.    | «Rock» | 4:05     |  |
| 6.    | «Por probar el vino y el agua salada» (también llamada "Julia", en este tema Charly García toca el bajo, y José Luis Férnandez el contrabajo acústico) | 3:24     |  |
| 7.    | «Ah, te vi entre las luces» (también llamada "¡Shhh!")                                                                                                 | 11:11    |  |
| 38:02 | |          |  |

## Músicos
- Charly García: piano, sintetizador Minimoog, piano eléctrico Fender Rhodes, clave , guitarra acústica, bajo y canto.
- Carlos Cutaia: órgano Hammond, sintetizador de cuerdas ARP, piano y clave.
- Gustavo Bazterrica: guitarras eléctricas, acústicas y voz.
- José Luis Fernández: bajo, contrabajo acústico, guitarra acústica y voz.
- Oscar Moro: batería y accesorios.

## Ficha técnica
- Osvaldo Acedo: Técnico
- Alejandro Torres: Técnico
- Conejo García: Equipos
- Juan Oreste Gatti: Diseño gráfico

- Datos: Q5967485